# Přemyslides
Les Přemyslides (en tchèque : Přemyslovci, en polonais : Przemyślidzi) forment une dynastie princière puis royale qui a régné sur la Bohême et la Moravie des IXe siècle ou XIe siècle à 1306 et sur la Pologne de 1300 à 1306, ainsi que sur des duchés en Silésie jusqu'en 1521.

## Ancêtres mythiques
Selon Cosmas de Prague, dans sa Chronica Boemorum, le nom de la famille provient du nom du fondateur (largement mythique) de la dynastie, Přemysl le laboureur, époux de Libuše. Cosmas nous a aussi laissé les noms d'autres Přemyslides païens : 
- vers 720 : Přemysl et Libuše
- vers 745 : Nezamysl
- vers 780 : Mnata
- vers 805 : Vojen ou Woyen
- vers 830 : Vnislav ou Uneslav
- vers 835 : Křesomysl
- vers 850 : Neklan
- vers 870 : Hostivít ou Gostivit[1].

Cette liste, qui ne nous est connue que par la chronique de Cosmas de Prague, suggère une tradition familiale ancienne : on ne dispose d'aucun autre indice sur le rôle ou l'existence de ces huit personnages. Au IXe siècle, les Přemyslides étaient des chefs locaux (knes, équivalent au latin dux) de Bohême. Leur résidence était le fort de Levý Hradec. Vers la fin du IXe siècle, ils fixèrent leur résidence au château de Prague et étendirent ensuite leur autorité sur les autres barons de la vallée de la Vltava.

## Ducs de Bohême
C'est entre 882 et 885 qu'un premier Přemyslide est attesté historiquement : Bořivoj Ier de Bohême et sa femme Ludmila sont baptisés par Méthode de Salonique dans le royaume de Moravie voisin.
À la mort de Bořivoj, vers 889, la Bohême est gouvernée par le prince Svatopluk Ier de la dynastie des Mojmirides, et annexée jusqu'en 894 à la Grande-Moravie. À la mort de Svatopluk, le fils de Bořivoj, Spytihněv Ier de Bohême, règne de 894 à 915 sur la Bohême et prend son indépendance vis-à-vis de la Grande-Moravie. En 895, il doit se reconnaître vassal de l'empereur Arnulf de Carinthie. À sa mort, son frère Vratislav Ier poursuit la politique de Bořivoj jusqu'en 921.
Puis Venceslas, fils de Vratislav Ier, monte à son tour sur le trône, mais il est assassiné en 929 (ou peut-être seulement en 935) avec ses barons par son frère Boleslav Ier. 
À partir de la seconde moitié du Xe siècle, Venceslas est révéré comme un saint et devient au XIe siècle le saint-patron du royaume : c'est pourquoi les futurs monarques de Bohême se présenteront désormais comme les représentants temporels de Venceslas, et la couronne préparée pour Charles IV au XIVe siècle désignée comme couronne de Venceslas.

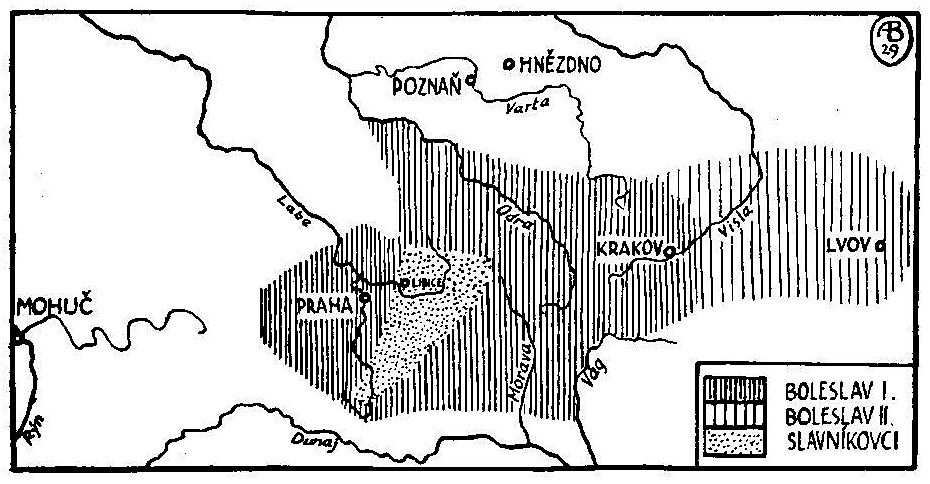
La Bohême-Moravie au Xe siècle.

Ce n'est qu'après 955 que les Přemyslides, outre leurs fiefs de Prague et de Bohême occidentale, parviennent à s'imposer aussi en Moravie, une partie de la Silésie et de la Petite-Pologne jusqu'au -delà de Cracovie, ainsi que le rapporte l'émissaire juif Ibrahim ibn Ya'qub à son calife Abd al-Rahman III en 965, et même une petite partie de la Slovaquie. Quant à la Bohême orientale, elle demeurait aux mains des Slavnikides.
L’évêché de Prague fut institué sous le règne de Boleslav II (972–999) en 973. La nomenclature de l'évêché de Prague de 1086 (qui reprend vraisemblablement les termes de l'acte de fondation) lui subordonne la Bohême, la Moravie, la Silésie, le château de Cracovie « et toutes les régions attenantes » jusqu'au Boug occidental et à la Strypa, ainsi que la provincia Wag, c'est-à-dire les terres de la vallée de la Váh.
La Silésie, la Petite-Pologne et la Moravie furent conquis en 990 par le prince polonais Mieszko. 
En 995, Boleslav fit assassiner par ses hommes de main, les Vršovci de Libice, les derniers Slavnikides, ce qui parachève l'unification de la Bohême.

### XIesiècle
Vers l'an mil, les tensions s'exacerbèrent avec la Pologne, une guerre de succession opposant les fils de Boleslav à Boleslas Ier Chrobry. En 1003-1004, Prague devint polonaise, sur quoi l’empereur décida d'intervenir. 
Enfin en 1019, Ulrich (Udalrich) mit un terme à l'occupation polonaise de la Moravie, qui devint pour les siècles suivant une dépendance du Royaume de Bohême. 
Le fils d’Ulrich, Bretislav, combattit victorieusement la Pologne ; après avoir combattu l'empereur Henri III, il s'allia à lui contre la Hongrie. Bretislav institua en 1055 le droit d'aînesse pour régler sa succession. Ses deux aînés, Spytihněv et Vratislav régnèrent l'un après l'autre ; le benjamin Jaromir devint évêque de Prague, et les autres fils furent princes de Moravie : Conrad Ier régnait sur Brünn et Znaïm, Othon Ier et ses descendants régnèrent sur Olmütz ; ils pouvaient toutefois toujours prétendre au trône de Bohême en cas d'extinction de la lignée aînée.
Au cours de l'hiver 1085–1086, le roi Henri IV éleva Vratislav au rang de roi (titre encore non-héréditaire) en récompense de son appui dans la guerre contre les barons Saxons : ses successeurs, Conrad de Brünn et Bretislav, durent pour cette raison se contenter du titre de duc de Bohême.

### À partir duXIIesiècle
Enfin en 1099, Bretislav obtint de faire reconnaître son demi-frère Borivoj II (1101–1107 puis 1117–1120) comme son successeur, première égratignure au droit d'aînesse. Les tentatives de substituer la primogéniture au droit d'aînesse attisèrent les guerres de succession au début puis à la fin du XIIe siècle. L'antagonisme au sein de la branche aînée des Přemyslides de Prague, celle des frères Vladislav Ier (1109–1117 puis 1120–1125 ; héritiers : Vladislav II de Bohême, Frédéric, Bretislav III de Bohême, Ottokar Ier de Přemysl) et Sobeslav Ier (1125–1140 ; héritiers : Sobeslav II, Venceslas Ier), eut des conséquences graves dans la mesure où il provoqua l'intervention des Přemyslides de Moravie (Ulrich de Brno, Conrad II de Znaïm, Conrad III Othon) et d'autres prétendants (Děpold, Henri-Bretislav, etc.). Les Přemyslides de Moravie parvinrent à s'imposer au trône de Prague pour de courtes périodes (Svatopluk d’Olmütz de 1107 à 1109, Conrad-Othon III de 1189 à 1191, Henri-Bretislav III de 1193 à 1197), mais ils furent toujours en butte à la résistance larvée des barons. Les empereurs germaniques finirent par s'immiscer dans ces guerres de succession, notamment sous le règne de Lothaire de Supplinbourg, qui connut une défaite retentissante en 1126 contre le duc Sobeslav Ier à la Deuxième bataille de Culm, qui se termina par sa captivité. Vladislav II (1140–1172) obtint en 1158 de nouveau le titre de roi, mais encore à titre personnel. 
Au XIIe siècle, les Přemyslides ont noué des liens dynastiques avec les Piast polonais, les Árpád hongrois, les Wettin et les Babenberg, mais aussi avec les comtes bavarois de Bogen, les comtes francs de Berg et les Wittelsbach.

## Rois de Bohême

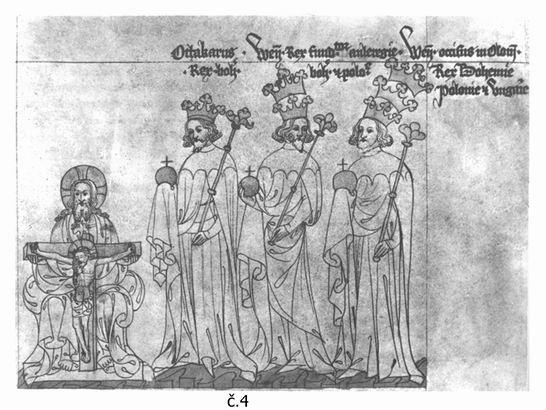
Ottokar II, Venceslas II et Venceslas III dans la Zbraslavská kronika

- 1140-1173 : Vladislav II, duc puis roi en 1158, fils de Vladislav Ier
- 1173-1178 : Sobeslav II le Prince des Paysans, duc, fils de Sobeslav Ier,
- 1178-1189 : Frédéric Ier, duc fils de Vladislav II,
- 1189-1191 : Conrad II, duc, arrière-petit-fils de Conrad Ier
- 1191-1192 : Venceslas II, duc, fils de Sobeslav Ier

La lignée de Sobeslav Ier s'éteint avec le règne de Venceslas II († vers 1192), et vers 1200 toute la lignée des Přemyslides de Moravie, dont l'ultime représentant est Siffrid († 1227, chanoine d'Olmütz). C'est ainsi que, par la grâce de l’empereur germanique, le duc Ottokar Ier de Přemysl (1192–1193 puis 1197–1230) obtient en 1198 le titre de roi de Bohême. Sa politique habile auprès des empereurs Philippe de Souabe, Othon IV et Frédéric II lui permet d'obtenir en outre, par la bulle d'or d'Eger l'hérédité du titre, accordée par Frédéric II en 1212. Après la mort, sans enfant, de son frère Vladislav Henri († 1222), margrave de Moravie, et l'expulsion de son cousin Děpold III (vers 1223), mort en exil, ses enfants obtiennent l’exclusivité des titres de la famille, si bien que dès 1228, Ottokar Ier peut faire couronner son fils Venceslas Ier.
- 1192-1197 : Bretislav III, duc, petit-fils de Vladislav Ier
- 1197-1197 : Vladislav III, duc, fils du Vladislav II
- 1197-1230 : Ottokar Ier le Victorieux, duc puis roi en 1198, frère du précédent

La politique expansionniste des Přemyslides s'amorce sous le règne de Venceslas Ier (1230–1253), qui a épousé Cunégonde de Souabe, fille de Philippe de Souabe et nièce du roi de Hongrie Béla IV. La dynastie atteint son apogée avec le règne d'Ottokar II de Bohême (1253–1278), demi-frère du précédent, dont le mariage avec Marguerite de Babenberg rendait possible l'accession au trône d’Autriche ; ils annexèrent plus tard la Styrie, le diocèse d'Eger, la Carinthie et la Carniole. Přemysl dut affronter une forte opposition de la noblesse de Bohême, d’Autriche et des cantons alpins. Il fut vaincu par Rodolphe de Habsbourg en 1276 et trouva la mort deux ans plus tard à la Bataille de Marchfeld. Venceslas II (1278 puis 1283–1305), le fils d'Ottokar II, sut tirer parti des déchirements entre nobles de Bohême au terme de ces combats, pour renforcer le pouvoir central de la Couronne. Entre 1278 et 1283, la régence du prince Venceslas fut partagée entre Othon de Brandebourg pour la Bohême, et Rodolphe de Habsbourg pour la Moravie. En 1300, Venceslas devint pour peu de temps roi de Pologne et l'année suivante il réunissait même sous son sceptre le Royaume de Hongrie (qu'il transmit à son fils Venceslas III) ; mais d'une part les conflits entre la noblesse de Pologne et celle de Hongrie, d'autre part la rancune de l'empereur allaient provoquer la chute des princes de Prague : le fils de Venceslas, Venceslas III (1305–1306) dut renoncer à la Hongrie en 1304, car il ne disposait que de l'appui des comtes de Güssing, de la maison de Héder dans l'ouest du royaume, et de celui de Máté Csák en Slovaquie. La mort prématurée de son père, en 1305, le porta au trône de Bohême ; mais dès le 4 août 1306, il était assassiné à Olmütz au cours d'une campagne militaire contre la Pologne. Désormais, aucun des nombreux princes přemyslides ne faisait l'unité sur son nom. Henri de Lipa, dont l'arrière-petit-fils, Hynek Ptáček de Pirkstein (1404-1444) deviendra régent de Bohême, aurait fait un prétendant sérieux, mais en tant que chef des Hussites, il était l'ennemi des princes de Habsbourg et du pape. C'est finalement son beau-père Georges de Poděbrady qui en 1456 devint roi de Bohême. 
Le mariage de la fille de Venceslas II, Élisabeth, avec Jean de Luxembourg en 1310, marque l'avènement des princes de Luxembourg en Bohême et en Moravie.

## Ducs de Troppau, Ratibor, Jägerndorf, Leobschütz
Nicolas (tchèque: Mikuláš ; allemand: Nikolaus) mort en 1318 fils légitimé du roi Ottokar II, est à l'origine d'une branche de la dynastie des Přemyslides qui règne sur divers duchés de Silésie jusqu'au début du XVIe siècle: Duché d'Opava (allemand: Troppau), Duché de Ratibor, Duché de Krnov (Jägerndorf), Głubczyce (Leobschütz) et Duché de Münsterberg.
- 1278-1307 : Mikulas Ier duc de Troppau
- 1318-1365 : Mikulas II de Troppau duc de Ratibor en 1336 son fils ;
- 1366-1381 : Jean Ier de Troppau son fils Ratibor, Jägerndorf et Freundenthal ;
- 1381-1424 : Jean II de Troppau/Ratibor son fils ;
  - 1385/1405-1406 : Mikulas IV son frère associé à Freudenthal.

### Ducs de Opava  (Troppau)
- 1366-1381 : Venceslas Ier fils de Mikulas II ;
- 1366-1433 : Premysl Ier son frère ;
- 1433-1452 :  Guillaume d'Opava son fils ;
  - 1452-1456 : Venceslas III d'Opava, († 1474), son fils ;
  - 1452-1456 : Frédéric d'Opava († 1470), son frère;
  - 1452-1456 : Przemko III le Jeune († 1493), son frère ;
- 1452-1464 : Arnost frère de Guillaume ;
  - 1433-1456 : Przemko II l'Aîné, († 1478),  son frère.

### Ducs de Głubczyce  (Leobschütz)
- 1366-1394 : Mikulas III fils de Mikulas II ;
- 1433-1446 : Venceslas II fils de Premysl de Troppau ;
  - 1433-1437: Mikulas IV/VI, son frère associé à Zlaté Hory ;
- 1447-1454 : Janusz, son fils ;
- 1447-1482 : Jean III,  son frère associé.

### Ducs de Ratibor
- 1424-1456 : Venceslas II  fils de Jean II Ferreus;
- 1456-1493 : Jean V/III le Jeune, son fils ;
- 1493-1506 : Mikulas VII son fils ;
- 1506-1506 : Jean VI/IV son frère ;
- 1507-1521 : Valentin son frère.

### Ducs de Krnov(Jägerndorf)
- 1424-1452 : Mikulas V, fils de Jean II Ferreus ;
- 1452-1474 : Jean IV l'Ancien († 1483) ,
- 1452-1474 : Venceslas III († 1478), associé à Rybnik.

## Note linguistique
« Přemyslide » est un adjectif, correspondant à la dynastie du même nom, en référence au premier duc légendaire Přemysl le Laboureur.